# Старо-Носки
Старо-Но́ски (рос. Старо-Носки) — присілок у складі Афанасьєвського району Кіровської області, Росія. Входить до складу Ічетовкінського сільського поселення.
Населення становить 12 осіб (2010, 14 у 2002).
Національний склад станом на 2002 рік — росіяни 100 %.